# Oropsylla labis
Oropsylla labis är en loppart som först beskrevs av Jordan et Rothschild 1922.  Oropsylla labis ingår i släktet Oropsylla och familjen fågelloppor. Inga underarter finns listade i Catalogue of Life.